# Turbo C
Turbo C foi um ambiente de desenvolvimento integrado e compilador da Borland  para  linguagem de programação C. Foi introduzido em 1987 e foi o primeiro ambiente de desenvolvimento integrado a ser notado pelo tamanho reduzido, pela rapidez de compilação, pelos manuais fáceis de entender e pelo baixo preço.
Em maio de 1990, a Borland trocou o Turbo C pelo Turbo C++. Em 2006, a Borland reintroduziu o nome Turbo na sua linha de produtos.

## Versões
- Versão 1.0, em 13 de maio de 1987 - Oferecia o primeiro ambiente edição-compilação-execução para C em IBM PCs. O software era comprado de outra companhia e com alguma marca, nesse caso Wizard C por Bob Jervis[1][2](O produto destaque da Borland na época era o Turbo Pascal), que não tinha menus pull-downs, que mais tarde ficaria parecido com o Turbo C já na versão 4). Ele rodava em 384KB de memória. Permitia código inline assembly com total acesso aos nomes e estruturas do C, suportando todos modelos de memória, oferecendo optimizações para velocidade, tamanho, técnica "constant folding", e eliminação de jumps.[3]
- Versão 1.5, em janeiro de 1988 - Era uma versão de melhoramento incremental sobre a versão 1.0. Incluía mais programas exemplos, melhoramentos nos manuais, e outras correções. Foi vendido em 5 disquetes de 360 KB (não comprimidos), e vinham com programas exemplos em C, incluindo uma planilha chamada mcalc. Essa versão introduziu o arquivo cabeçalho conio.h.
- Versão 2.0, em 1989 - A versão americana foi liberada em fins de 1988,e aparecia com uma tela azul, que se tornaria padrão em todas as versões posteriores para MS-DOS. A versão americana não tinha o Turbo Assembler nem um debugger separado. Veja comercial para mais detalhes: Turbo C, Asm, and Debugger eram vendidos juntos como pacote profissional de ferramentas. Isso parecia descrever outro pacote: Featured Turbo Debugger, Turbo Assembler, e uma exclusiva biblioteca gráfica. Essa versão de Turbo C era também liberada para o Atari ST, mas vendida somente na Alemanha. Essa versão foi disponibilizada como freeware no site do desenvolvedor[4]

Notar que nas últimas versões: o nome "Turbo C" era utilizado após a versão 2.0, porque a versão do Turbo C++ 1.0 em 1990, os dois produtos eram combinados num único. O primeiro compilador C++ foi desenvolvido sob contrato com uma companhia de San Diego e foi um dos primeiros compiladores verdadeiros de C++ (até então, muito da compilação de C++ era feito com pre-compiladores que geravam código C). A próxima versão chamar-se-ia Borland C++ para enfatizar a empresa. O nome Turbo C++ foi logo abandonado, finalmente reaparecendo como Turbo C++ 3.0.  Nunca existiu uma versão 2.0 do produto Turbo C++.